# Мусийко, Евгений Васильевич
Евгений Васильевич Мусийко (30 сентября 1922 — 2001) — советский дипломат. Чрезвычайный и полномочный посол.

## Биография
Окончил Харьковский авиационный институт (1951) и Высшую дипломатическую школу МИД СССР (1964). На дипломатической работе с 1964 года.
- В 1964—1968 годах — советник Посольства СССР на Кубе.
- В 1968—1969 годах — советник 2-го Африканского отдела МИД СССР.
- В 1969—1973 годах — советник, советник-посланник Посольства СССР в Нигерии.
- В 1973—1976 годах — эксперт, заведующий сектором 2-го Африканского отдела МИД СССР.
- С 16 ноября 1976 по 9 июля 1979 года — чрезвычайный и полномочный посол СССР в Уганде[1].
- В 1979—1981 годах — эксперт 2-го Африканского отдела МИД СССР.
- В 1981—1983 годах — заместитель начальника Консульского управления МИД СССР.
- С 21 октября 1983 по 17 апреля 1987 года — чрезвычайный и полномочный посол СССР в Судане[2].

## Награды
- Орден Красной Звезды (1944)
- Орден Трудового Красного Знамени (1958)
- Орден «Знак Почёта» (1966)
- Орден Славы II степени (1986)
- Медаль «За победу над Германией в Великой Отечественной войне 1941—1945 гг.» (1945)
- Медаль «За трудовую доблесть» (1971)
- Почётная грамота Президиума Верховного совета РСФСР (1982)

## Дипломатический ранг
- Чрезвычайный и полномочный посол (21 октября 1976)